# Roncegno Terme
Roncegno Terme település Olaszországban, Trento megyében. Lakosainak száma 2927 fő (2023. január 1.). Roncegno Terme Borgo Valsugana, Fierozzo, Frassilongo, Novaledo, Ronchi Valsugana és Torcegno községekkel határos.

## Népesség
A település népességének változása:
| Lakosok száma | 2885 | 2906 | 2927 |
|               | 2017 | 2018 | 2023 |